# Peter Fjelstrup
Peter Fjelstrup, född 24 mars 1866 i Köpenhamn död 5 juni 1920, var en dansk skådespelare och teaterledare. Han var sedan 1889 gift med skådespelaren Vilhelmine Augusta Fjelstrup och far till skådespelaren Søren Fjelstrup.
Fjelstrup scendebuterade 1884 i en liten roll, han studerade vid Det kunglige Teaters elevskole 1886-1887. Efter studierna var han verksam som revyskådespelare vid olika teatrar i Köpenhamn. Under åren 1905-1908 deltog han i "De ottes" skandinaviska turné Norge, Sverige, Finland och Danmark. Han ägnade sig därefter åt egna turnéer och gästspel i Skandinavien och ledde 1914-15 som meddirektör Alexandrateatret i Köpenhamn och var anställd där från 1917, då teatern under Betty Nansens ledning fick hennes namn.
Fjelstrup var sin generations ursprungligaste skådespelarbegåvning på dansk scen. Hans fält var den samtida borgerliga repertoaren, där han med strålande fantasi i djärvt realistisk anda skapat en rad mustiga gestalter fulla av levande liv. Omfånget av Fjestrups skådespeleri markeras av hans båda glansroller, Alexander Nyberg i Alexander den store och ryttmästaren i Fadren.
Han filmdebuterade 1910 för filmbolaget Fotorama i Århus.

## Filmografi (urval)
- 1911 - Den sorte Drøm
- 1910 - Amatørtyvens hustru

## Teater

### Roller (ej komplett)
| År   | Roll                            | Produktion                                            | Regi            | Teater               |
| ---- | ------------------------------- | ----------------------------------------------------- | --------------- | -------------------- |
| 1906 | Svengali                        | Trilby George du Maurier                              |                 | Östermalmsteatern    |
| 1909 | Ferdinand Piper, teaterdirektör | Sabinskornas bortrövande Paul och Franz von Schönthan |                 | Östermalmsteatern    |
| 1909 | Lord Francourt Babberly         | Charleys tant Brandon Thomas                          |                 | Östermalmsteatern    |
| 1909 | Ferdinand Hansen                | Bröderna Hansen Edgard Høyer                          | Peter Fjelstrup | Östermalmsteatern    |
| 1909 | Mr. Poskett, polisdomare        | Det kära barnet Arthur Wing Pinero                    |                 | Östermalmsteatern    |
| 1909 | Kontorschefen                   | Ett storstadshem Christopher Boeck                    |                 | Oscarsteatern/ Turné |